# Suzuki Hayabusa
Suzuki Hayabusa (ili GSX1300R) je hiper sportski motocikl japanskog proizvođača Suzuki. 
Predstavljen je 1999.g. i do sada (2008.g.) je najbrži serijski motocikl na svijetu (najbrži motocikl na svijetu je Y2K). Ime Hayabusa na japanskom jeziku znači Crni sokol.
Nakon prvog izdanja modela, tvrtka je poboljšala model za 2008.g. koji sada ima naziv samo Hayabusa (bez oznake GSX1300R koja je bila u nekim zemljama).
Novi model za 2008.g. ima povećanu zapremninu motora s 1290 ccm na 1340 ccm i povećanu snagu sa 151 KS, na 171 KS.
Brzine koje postiže tvornički model Hayabuse prelaze 300 km/h (zbog povećanog broja nesreća i pritiska osiguravajućih kuća proizvođači sportski motocikala odlučili su prestati utrku u povećanju brzine modela i počeli su u modele ugrađivati razna ograničenja kako bi smanjili brzine modela).

## Slike
- Hayabusa 2007. na autoizložbi u Tokiu
- Suzuki Hayabusa 2008.